# Paul Schmid-Ammann
Paul Schmid-Ammann (* 2. Februar 1900 in Zürich; † 6. September 1984 in Erlenbach, Kanton Zürich) war ein Schweizer Journalist und Politiker.

## Leben und Wirken
In seiner Jugend besuchte Schmid-Ammann das Gymnasium in Zürich. Anschließend absolvierte er von 1917 bis 1923 mehrere Landwirtschaftspraktika, gefolgt vom Studium der Agronomie an der ETH Zürich, das er 1926 mit dem Diplom zum Ingenieur-Agronom abschloss.
Von 1928 bis 1939 war Schmid-Ammann Bauernsekretär in Schaffhausen, Sekretär der Bauernpartei und Redaktor bei der agrarpolitischen Tageszeitung Der Schaffhauser Bauer. Von 1933 bis 1939 nahm er sein erstes öffentliches politisches Amt als Mitglied des Grossen Rates des Kantons Schaffhausen wahr. Zu dieser Zeit beteiligte er sich an der Gründung der Kantonalen Bauernhilfskasse. 1935 war er während dreier Sessionen fraktionsloser Nationalrat des Kantons Schaffhausen.
1933 gründete Schmid-Ammann mit anderen die Wochenzeitung Die Nation. Zusammen mit Vertretern des Gewerkschaftsbundes und der Sozialdemokratischen Partei bekämpfte er den Frontismus. Von 1940 bis 1949 war er Auslandredaktor der Neuen Bündner Zeitung. Von 1942 bis 1944 sass er im Grossen Rat des Kantons Graubünden.
Politisch wechselte Schmid-Ammann 1949 in die SP. Beruflich fand er eine neue Stellung als Redaktor der Zeitung Volksrecht, als deren Chefredaktor er von 1950 bis 1964 agierte. Von 1951 bis 1969 übernahm er ein neuerliches politisches Amt als Zürcher Erziehungsrat. In dieser Eigenschaft war er Mitglied der Hochschulkommission der Universität Zürich, deren Theologische Fakultät ihm 1970 die Ehrendoktorwürde verlieh. 1979 erhielt er außerdem den Gottfried-Keller-Preis. Einen letzten politischen Akt vollzog Schmid-Ammann, als er 1980 aus der SP austrat.
Zu den Publikationen, die Schmid-Ammann im Laufe seines Lebens vorgelegt hat, zählen eine historische Schrift über den Generalstreik von 1918. Des Weiteren verschiedenen Arbeiten zu agrar- und kulturpolitischen Themen sowie zu Fragen der Innen- und Außenpolitik. 1978 veröffentlichte er seine Lebenserinnerungen Unterwegs von der politischen zur sozialen Demokratie.

## Werke
- Das Rätsel Deutschland. Europa-Verlag, Zürich 1936.
- Der Freiheitskampf der Neuen Zeit. Verlag der «Nation», Bern 1948.
- Emil Klöti. Stadtpräsident von Zürich. Ein schweizerischer Staatsmann. Verlag Oprecht, Zürich 1965.
- Die Wahrheit über den Generalstreik von 1918: seine Ursachen, sein Verlauf, seine Folgen. Morgarten-Verlag, Zürich 1968.
- Mahnrufe in die Zeit: Vier bewegte Jahrzehnte schweizerischer Politik 1930–1970. Morgarten-Verlag, Zürich 1971.
- Unterwegs von der politischen zur sozialen Demokratie – Lebenserinnerungen. Morgarten-Verlag, Zürich 1978.